# M. Chapoutier
M. Chapoutier est un producteur et négociant en vins installé à Tain-l'Hermitage. Cette maison fondée en 1808 vinifie et élève des vins AOC du vignoble de la vallée du Rhône et a bâti sa réputation internationale grâce aux crus des côtes-du-rhône de la partie septentrionale. Michel Chapoutier, qui a succédé à son père Max, a imposé dans ses vignobles la culture en biodynamie et commercialise ses vins avec une étiquette sur laquelle apparait, depuis 1996 l'écriture Braille.
La Maison Chapoutier possède des vignobles non seulement en France mais aussi au Portugal, Australie et Espagne.

## Histoire
La famille Chapoutier est installée dans la vallée du Rhône depuis 1808. Ce fut en 1879 que Polydor Chapoutier acheta ses premières vignes et commença à vinifier. Dans les années 1950, Max Chapoutier dirigea l'entreprise jusqu'à sa retraite en 1977. Ses successeurs  furent ses fils Marc et Michel Chapoutier. Au cours des années 1980, sous la direction de Michel Chapoutier, fut mis en place une nouvelle conception de la conduite des vignobles en biodynamie et une modernisation des installations de vinification,.
Depuis 2017, Mathilde Chapoutier, fille de Michel Chapoutier, est devenue la directrice commerciale du groupe Chapoutier,.